# Mortes em novembro de 2016
Mortes em 2016: ← Janeiro – Fevereiro – Março – Abril – Maio – Junho – Julho – Agosto – Setembro – Outubro – Novembro – Dezembro →
Esta é uma relação de pessoas notáveis que morreram durante o mês de novembro de 2016, listando nome, nacionalidade, ocupação e ano de nascimento.

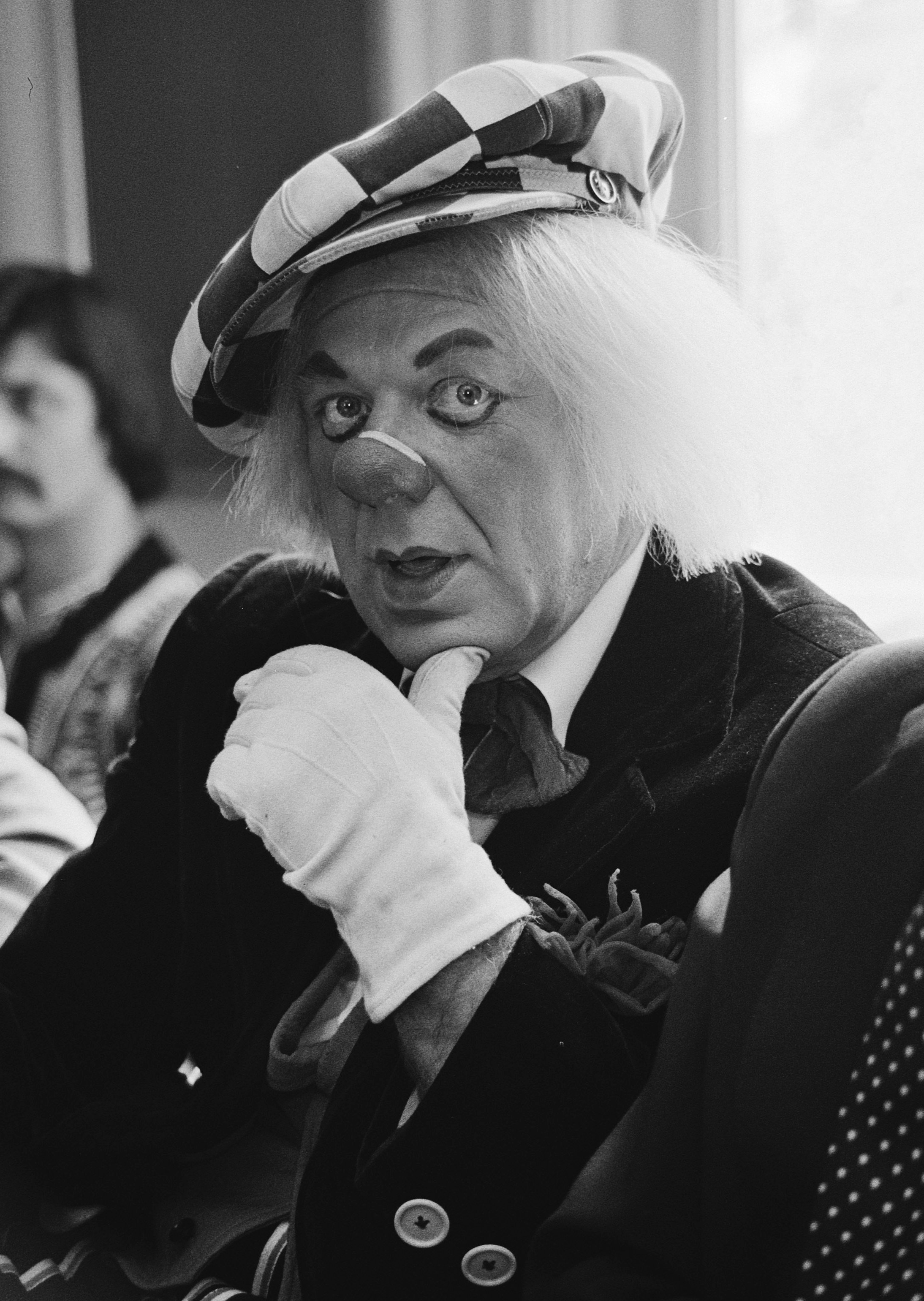
Oleg Popov, palhaço soviético

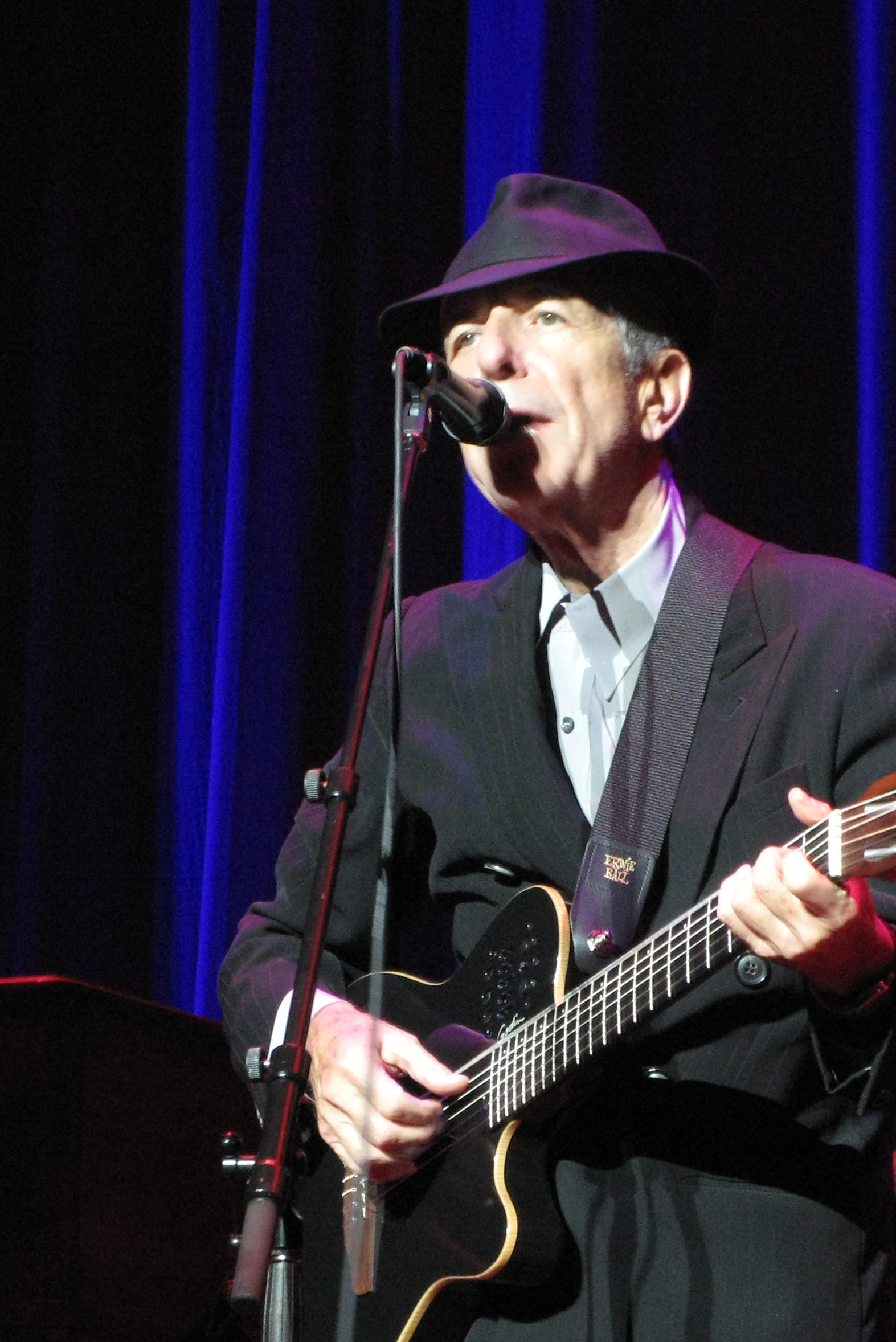
Leonard Cohen, cantor, compositor e poeta canadense

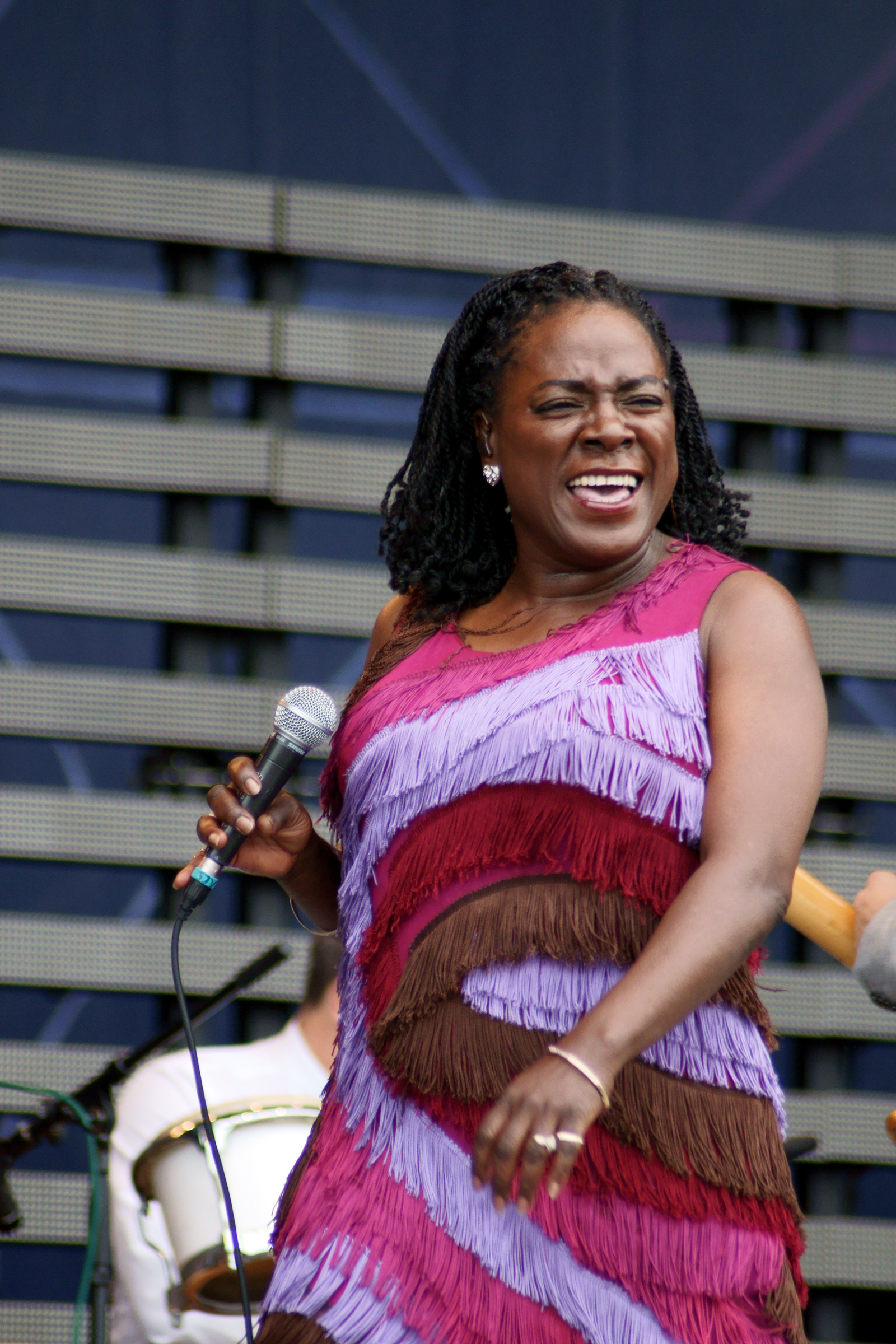
Sharon Jones, cantora estadunidense

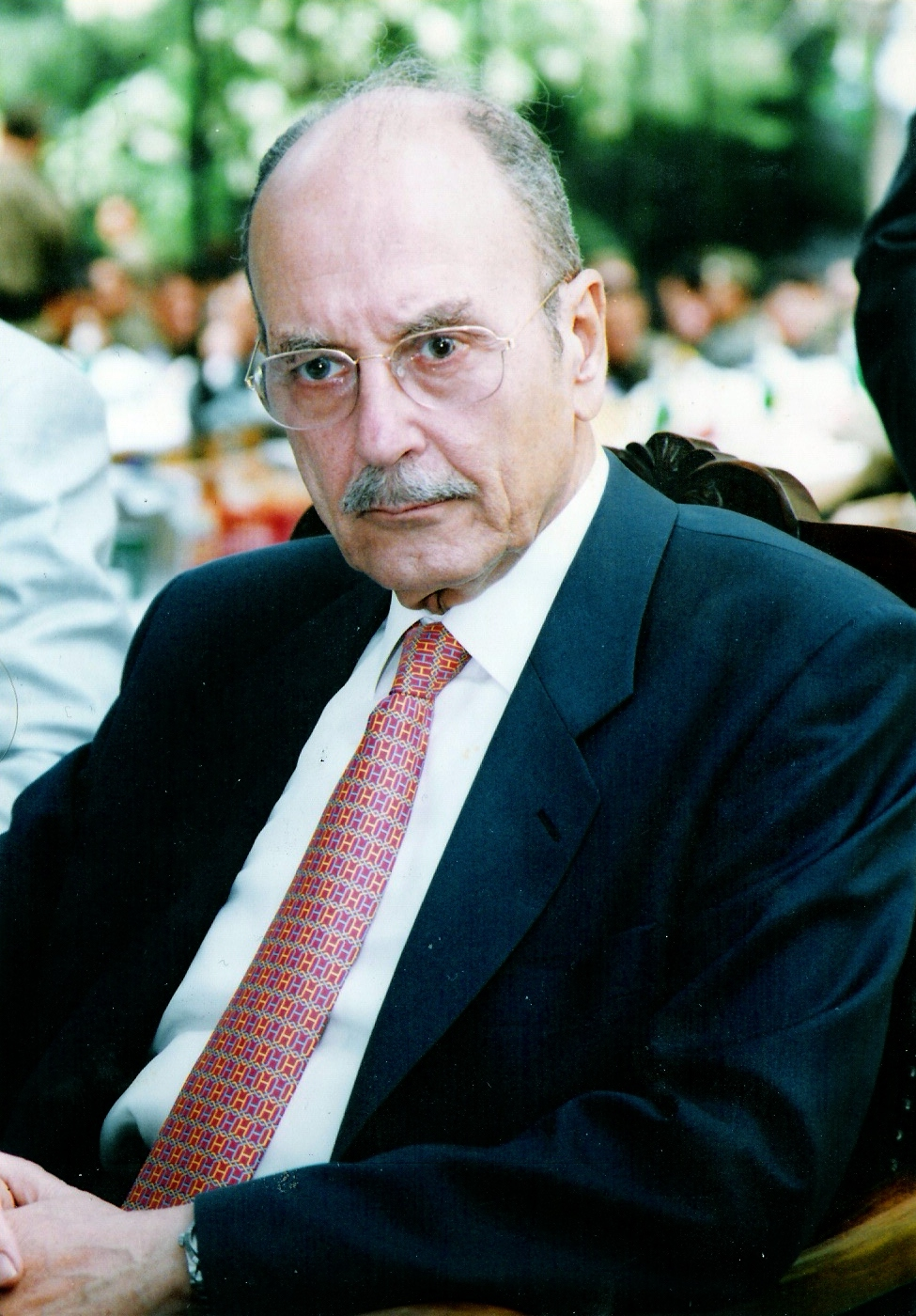
Konstantinos Stephanopoulos, político e ex-presidente grego

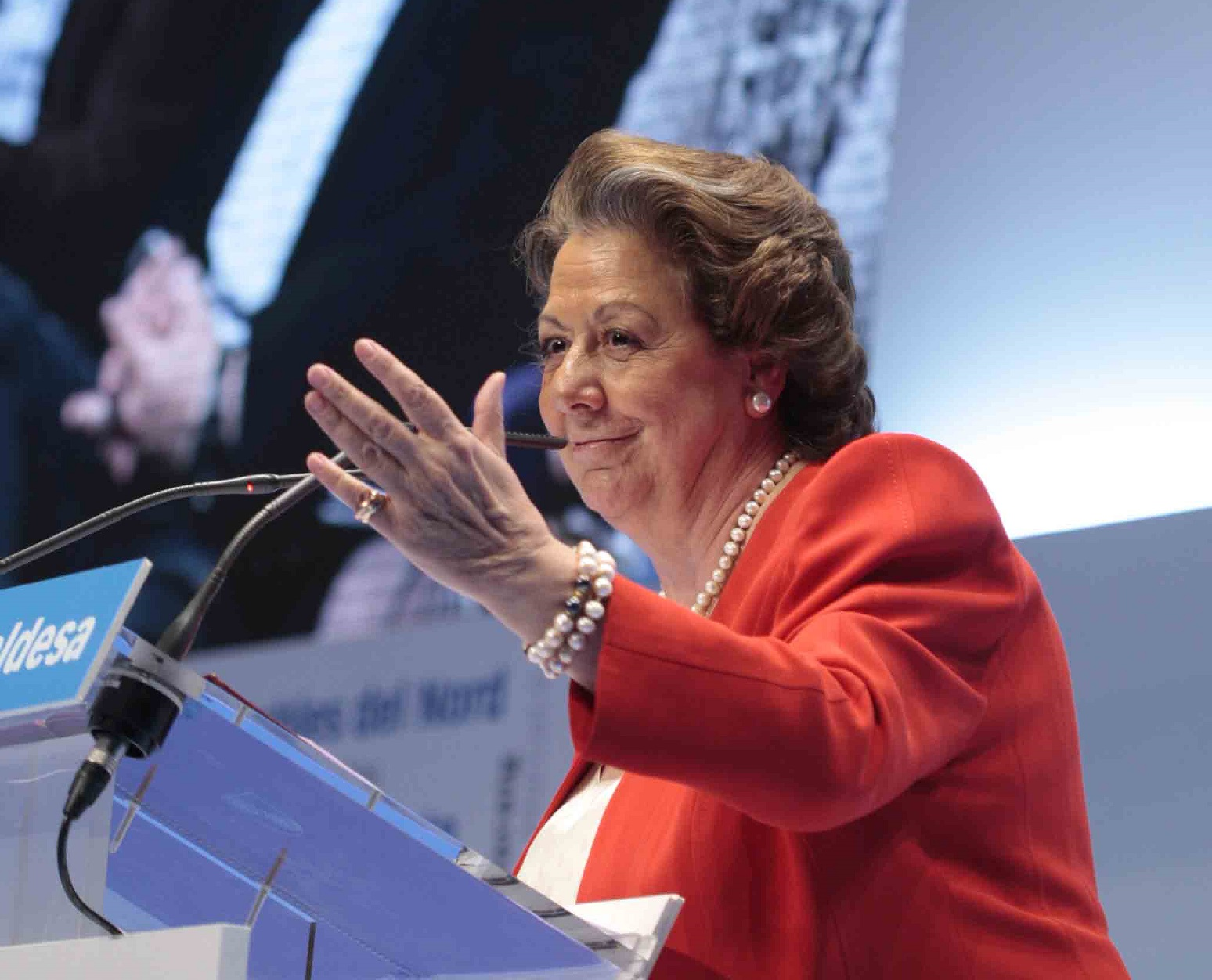
Rita Barberá, política espanhola, senadora, ex-prefeita de Valência

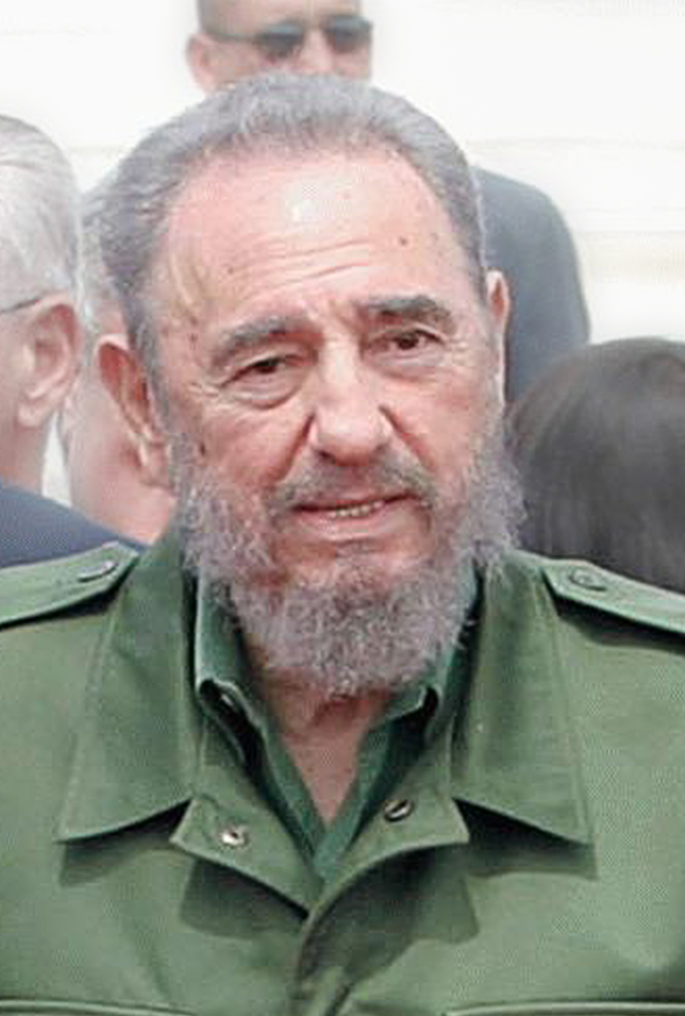
Fidel Castro, revolucionário, político e ex-presidente cubano

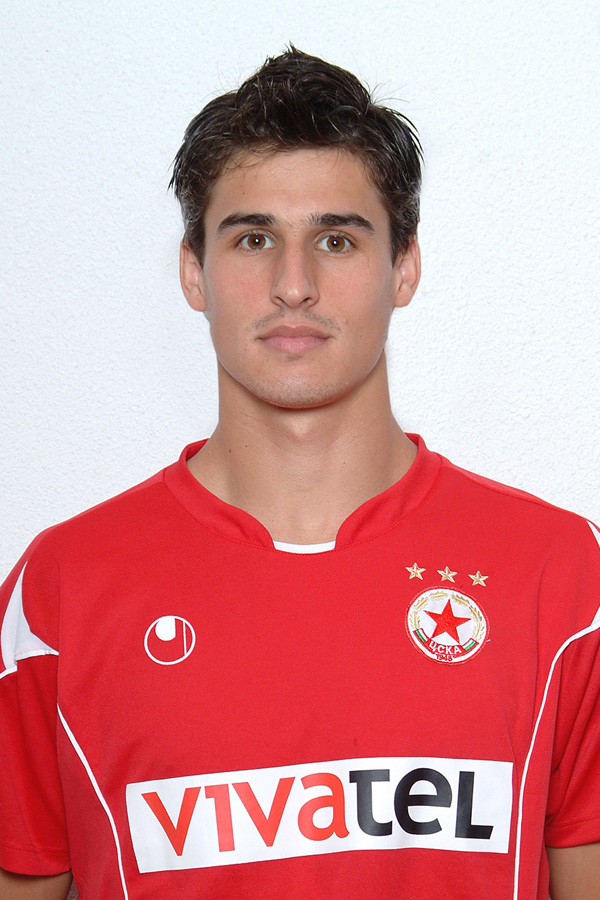
Filipe Machado, futebolista brasileiro

Thiego, futebolista brasileiro

| Dia | Nome                                | Profissão ou motivo de reconhecimento                          | Nacionalidade            | Ano de nasc. | Ref                 |
| --- | ----------------------------------- | -------------------------------------------------------------- | ------------------------ | ------------ | ------------------- |
| 1   | Dave Broadfoot                      | Comediante                                                     | Canadá                   | 1925         | [ 1 ]               |
| 2   | Oleg Popov                          | Palhaço                                                        | Rússia                   | 1930         | [ 2 ]               |
| 2   | Jean-Marie Trappeniers              | Futebolista                                                    | Bélgica                  | 1942         | [ 3 ]               |
| 4   | Jean-Jacques Perrey                 | Músico                                                         | França                   | 1929         | [ 4 ]               |
| 4   | Sylvio Kelly dos Santos             | Nadador e jogador de polo aquático                             | Brasil                   | 1935         | [ 5 ]               |
| 5   | Ralph Cicerone                      | Engenheiro                                                     | Estados Unidos           | 1943         | [ 6 ]               |
| 6   | Zoltán Kocsis                       | Pianista, maestro e compositor                                 | Hungria                  | 1952         | [ 7 ]               |
| 6   | Redovino Rizzardo                   | Bispo                                                          | Brasil                   | 1939         | [ 8 ]               |
| 7   | Nadir Fernandes                     | Atriz                                                          | Brasil                   | 1937         | [ 9 ]               |
| 7   | Leonard Cohen                       | Cantor, compositor, poeta e escritor                           | Canadá                   | 1934         | [ 10 ]              |
| 8   | Peter Brixtofte                     | Político                                                       | Dinamarca                | 1949         | [ 11 ]              |
| 8   | Kazimír Gajdoš                      | Futebolista                                                    | Eslováquia               | 1934         | [ 12 ]              |
| 10  | Bill Stanfill                       | Jogador de futebol americano                                   | Estados Unidos           | 1947         | [ 13 ]              |
| 10  | Mirko Stocchetto                    | Barman                                                         | Itália                   | 1931         | [ 14 ]              |
| 11  | Ilse Aichinger                      | Escritora                                                      | Áustria                  | 1921         | [ 15 ]              |
| 11  | Robert Vaughn                       | Ator                                                           | Estados Unidos           | 1932         | [ 16 ]              |
| 11  | Aki Schmidt                         | Futebolista                                                    | Alemanha                 | 1935         | [ 17 ]              |
| 11  | Željko Čajkovski                    | Futebolista e treinador                                        | Croácia                  | 1925         | [ 18 ]              |
| 11  | Alfredo Bruto da Costa              | Político                                                       | Portugal                 | 1938         | [ 19 ]              |
| 12  | Lupita Tovar                        | Atriz                                                          | México                   | 1910         | [ 20 ]              |
| 13  | Leon Russell                        | Músico                                                         | Estados Unidos           | 1942         | [ 21 ]              |
| 13  | Enzo Maiorca                        | Mergulhador                                                    | Itália                   | 1931         | [ 22 ]              |
| 13  | Laurent Pokou                       | Futebolista                                                    | Costa do Marfim          | 1947         | [ 23 ]              |
| 14  | Miguel Veiga                        | Advogado e político                                            | Portugal                 | 1936         | [ 24 ]              |
| 14  | Vladimir Belov                      | Handebolista                                                   | Rússia                   | 1958         | [ 25 ]              |
| 14  | Gardnar Mulloy                      | Tenista                                                        | Estados Unidos           | 1913         | [ 26 ]              |
| 15  | Bobby Campbell                      | Futebolista                                                    | Reino Unido              | 1956         | [ 27 ] [ 28 ]       |
| 15  | Sixto Durán Ballén                  | Ex-presidente                                                  | Equador                  | 1921         | [ 29 ]              |
| 15  | Lisa Lynn Masters                   | Atriz                                                          | Estados Unidos           | 1964         | [ 30 ]              |
| 16  | Len Allchurch                       | Futebolista                                                    | Reino Unido              | 1933         | [ 31 ]              |
| 16  | Melvin Laird                        | Político e escritor                                            | Estados Unidos           | 1922         | [ 32 ]              |
| 16  | Daniel Prodan                       | Futebolista                                                    | Roménia                  | 1972         | [ 33 ] [ 34 ]       |
| 16  | Jay Wright Forrester                | Engenheiro da computação                                       | Estados Unidos           | 1918         | [ 35 ]              |
| 17  | Zenon Czechowski                    | Ciclista                                                       | Polónia                  | 1946         | [ 36 ]              |
| 17  | Rubens Approbato Machado            | Advogado                                                       | Brasil                   | 1933         | [ 37 ]              |
| 17  | Whitney Smith                       | Vexilólogo                                                     | Estados Unidos           | 1940         | [ 38 ]              |
| 18  | Sharon Jones                        | Cantora                                                        | Estados Unidos           | 1956         | [ 39 ] [ 40 ]       |
| 18  | Armando Tobar                       | Futebolista                                                    | Chile                    | 1938         | [ 41 ]              |
| 20  | Gabriel Badilla                     | Futebolista                                                    | Costa Rica               | 1984         | [ 42 ]              |
| 20  | Konstantinos Stephanopoulos         | Ex-presidente                                                  | Grécia                   | 1926         | [ 43 ]              |
| 20  | Diógenes Silva Matthes              | Bispo                                                          | Brasil                   | 1931         | [ 44 ]              |
| 20  | Gene Guarilia                       | Basquetebolista                                                | Estados Unidos           | 1930         | [ 45 ]              |
| 21  | William Trevor                      | Escritor e tradutor                                            | Irlanda                  | 1928         | [ 46 ]              |
| 21  | Carlos Alberto Solito               | Futebolista                                                    | Brasil                   | 1959         | [ 47 ]              |
| 22  | Antônio Modesto da Silveira         | Político                                                       | Brasil                   | 1927         | [ 48 ]              |
| 23  | Rita Barberá                        | Política                                                       | Espanha                  | 1948         | [ 49 ]              |
| 24  | Renato López                        | Ator                                                           | México                   | 1983         | [ 50 ]              |
| 24  | Colonel Abrams                      | Cantor e compositor                                            | Estados Unidos           | 1949         | [ 51 ]              |
| 25  | David Hamilton                      | Fotógrafo                                                      | Reino Unido              | 1933         | [ 52 ] [ 53 ]       |
| 25  | Fidel Castro                        | Revolucionário, político e ex-presidente                       | Cuba                     | 1926         | [ 54 ] [ 55 ]       |
| 25  | Pauline Oliveros                    | Acordeonista e compositora                                     | Estados Unidos           | 1932         | [ 56 ]              |
| 25  | Ron Glass                           | Ator                                                           | Estados Unidos           | 1945         | [ 57 ]              |
| 25  | Erich Bloch                         | Engenheiro eletrônico                                          | Alemanha/ Estados Unidos | 1925         | [ 58 ]              |
| 26  | Peter Hans Kolvenbach               | Sacerdote Jesuíta                                              | Países Baixos            | 1928         | [ 59 ]              |
| 26  | David Provan                        | Futebolista                                                    | Reino Unido              | 1941         | [ 60 ]              |
| 26  | Russell Shedd                       | Teólogo evangélico e missionário                               | Estados Unidos           | 1929         | [carece de fontes?] |
| 26  | Arlindo de Carvalho                 | Maestro e compositor                                           | Portugal                 | 1930         | [ 61 ]              |
| 26  | Roberto Corrêa                      | Cantor e compositor                                            | Brasil                   | 1940         | [ 62 ]              |
| 27  | Ioánnis Grívas                      | Ex-primeiro-ministro                                           | Grécia                   | 1923         | [ 63 ]              |
| 28  | Mark Taimanov                       | Enxadrista                                                     | Rússia                   | 1926         | [ 64 ] [ 65 ]       |
| 28  | Van Williams                        | Ator                                                           | Estados Unidos           | 1934         | [ 66 ]              |
| 28  | Mário Sérgio Pontes de Paiva        | Comentarista esportivo, futebolista e treinador                | Brasil                   | 1950         | [ 67 ]              |
| 28  | Caio Júnior                         | Futebolista e treinador                                        | Brasil                   | 1965         | [ 67 ]              |
| 28  | Deva Pascovicci                     | Narrador esportivo e empresário                                | Brasil                   | 1965         | [ 67 ]              |
| 28  | Guilherme Marques                   | Jornalista e repórter esportivo                                | Brasil                   | 1988         | [ 67 ]              |
| 28  | Marcos Danilo Padilha               | Futebolista                                                    | Brasil                   | 1985         | [ 67 ]              |
| 28  | José Gildeixon Clemente de Paiva    | Futebolista                                                    | Brasil                   | 1987         | [ 67 ]              |
| 28  | Tiago da Rocha Vieira               | Futebolista                                                    | Brasil                   | 1994         | [ 67 ]              |
| 28  | Dener Assunção Braz                 | Futebolista                                                    | Brasil                   | 1991         | [ 67 ]              |
| 28  | Filipe Machado                      | Futebolista                                                    | Brasil                   | 1984         | [ 67 ]              |
| 28  | Matheus Biteco                      | Futebolista                                                    | Brasil                   | 1995         | [ 67 ]              |
| 28  | Mateus Caramelo                     | Futebolista                                                    | Brasil                   | 1994         | [ 67 ]              |
| 28  | Marcelo Augusto Mathias da Silva    | Futebolista                                                    | Brasil                   | 1991         | [ 67 ]              |
| 28  | Ailton Cesar Junior Alves da Silva  | Futebolista                                                    | Brasil                   | 1994         | [ 67 ]              |
| 28  | Guilherme Gimenez de Souza          | Futebolista                                                    | Brasil                   | 1995         | [ 67 ]              |
| 28  | Sergio Manoel Barbosa Santos        | Futebolista                                                    | Brasil                   | 1989         | [ 67 ]              |
| 28  | Lucas Gomes                         | Futebolista                                                    | Brasil                   | 1990         | [ 67 ]              |
| 28  | Thiego                              | Futebolista                                                    | Brasil                   | 1986         | [ 67 ]              |
| 28  | Josimar Rosado da Silva Tavares     | Futebolista                                                    | Brasil                   | 1986         | [ 67 ]              |
| 28  | Ananias Elói Castro Monteiro        | Futebolista                                                    | Brasil                   | 1989         | [ 67 ]              |
| 28  | Arthur Maia                         | Futebolista                                                    | Brasil                   | 1992         | [ 67 ]              |
| 28  | Cléber Santana                      | Futebolista                                                    | Brasil                   | 1981         | [ 67 ]              |
| 28  | Bruno Rangel                        | Futebolista                                                    | Brasil                   | 1981         | [ 67 ]              |
| 28  | Everton Kempes dos Santos Gonçalves | Futebolista                                                    | Brasil                   | 1985         | [ 67 ]              |
| 28  | Delfim de Pádua Peixoto Filho       | Advogado, político, vice-presidente da CBF e presidente da FCF | Brasil                   | 1941         | [ 67 ]              |
| 28  | Sandro Pallaoro                     | Presidente da Chapecoense                                      | Brasil                   | 1966         | [ 67 ]              |
| 28  | Renan Agnolin                       | Jornalista e radialista                                        | Brasil                   | 1989         | [ 67 ]              |
| 28  | Victorino Chermont                  | Jornalista e repórter esportivo                                | Brasil                   | 1973         | [ 67 ]              |
| 28  | Paulo Julio Clement                 | Jornalista, comentarista, editor e blogueiro                   | Brasil                   | 1965         | [ 67 ]              |